# Acrotaphus tibialis
Acrotaphus tibialis là một loài tò vò trong họ Ichneumonidae.